# Objection (droit)
Pour les articles homonymes, voir Objection.
Dans les systèmes juridiques utilisant une procédure accusatoire et contradictoire, une objection est une adresse faite à un juge pour lui dire qu’une preuve en train de se faire devrait être rejetée pour des motifs de légalité ou de recevabilité.

## Droit canadien

### Québec
En droit québécois, une objection est faite dans le but de s’assurer que la preuve faite au juge soit conforme à la loi ou pour des raisons stratégiques afin de désarçonner un témoin.
Il existe plusieurs motifs pour faire une objection : le non-respect des règles contenues aux articles 2859 à 2868 du Code civil du Québec, une preuve illégale d’ordre public (art. 2858 C.c.Q.), la non-pertinence et le ouï-dire, les règles de procédure non respectées, l'interrogatoire ou le contre-interrogatoire mal conduits.

## Droit américain
(novembre 2015).
Si vous disposez d'ouvrages ou d'articles de référence ou si vous connaissez des sites web de qualité traitant du thème abordé ici, merci de compléter l'article en donnant les références utiles à sa vérifiabilité et en les liant à la section « Notes et références ».
En droit américain, on voit l'objection lorsque l'avocat de la partie adverse interrompt son homologue pour réfuter la régularité d'un témoignage et ainsi lui faire perdre toute valeur en tant que preuve.